# Ceren Dal
Ceren Dal (* 21. März 1973 in West-Berlin) ist eine deutsche Schauspielerin.

## Leben
Ihre Eltern waren bereits 1970 aus der Türkei nach West-Berlin gekommen. Ihr Vater ist der Schriftsteller Güney Dal. Mit fünf Jahren trat Ceren Dal in einem Kurzfilm auf. Weitere Schauspielerfahrungen sammelte sie während ihrer Schulzeit beim Schultheater. Nach dem Abitur wurde sie Mitglied der Berliner Offtheatergruppe Kohlrabenbunt. Von 1995 bis 1998 absolvierte sie eine Ausbildung zur Damenmaßschneiderin.
Ab 1996 spielte Ceren Dal in einer Reihe von Fernsehserien und Fernsehfilmen mit, darunter waren je eine Episode der Serien Die Wache und Auf eigene Gefahr (1996) sowie eine Folge des Tatort (1998), in der sie zusammen mit ihrer jüngeren Schwester Sophie Burcu Dal auftrat.
Von September 1998 bis Dezember 2000 war sie regelmäßig als Darstellerin einer Hauptrolle („Canan Dağdelen“) in der ARD-Fernsehserie Lindenstraße zu sehen. Es folgten Auftritte in weiteren Fernsehfilmen.

## Filmografie
- 1996: Die Wache – Das Versprechen (TV)
- 1996: Auf eigene Gefahr – Die Polizei, dein Freund und Helfer (TV)
- 1998: Tatort: In der Falle (TV-Reihe)
- 1998: Reise in die Nacht (TV-Film)
- 1998–2000: Lindenstraße (TV-Serie, Folge 668–787)
- 1999: Einsatz Hamburg Süd (TV-Serie, Folge 23)
- 2000: Adelheid und ihre Mörder (TV-Serie, Folge 36)
- 2001: Ehemänner und andere Lügner (TV-Film)
- 2002: Blond: Eva Blond! – Der Mörder spricht das Urteil (TV-Reihe)
- 2004: Blond: Eva Blond! – Der Zwerg im Schließfach (TV-Reihe)
- 2007: Lindenstraße (TV-Serie, Folge 1132)

### Fernsehauftritt
- 1999: Die Harald Schmidt Show (TV-Serie, Folge 672)